# Байтавський потік
Байтавський потік (словац. Bajtavský potok) — річка в Словаччині; ліва притока Грону довжиною 7.8 км. Протікає в окрузі Нове Замки.
Витікає в масиві Подунайські пагорби на висоті 205 метрів. Протікає територією сіл Байтава і Каменіца-над-Гроном.
Впадає у Грон на висоті 105 метрів.